# Euphyia elaeoptera
Euphyia elaeoptera är en fjärilsart som beskrevs av Louis Beethoven Prout 1900. Euphyia elaeoptera ingår i släktet Euphyia och familjen mätare. Inga underarter finns listade i Catalogue of Life.